# Braník
Braník – część Pragi leżąca w dzielnicy Praga 4, na prawym brzegu Wełtawy. W 2006 zamieszkiwało ją 18 750 mieszkańców.
Na jej terenie znajduje się Cmentarz Branicki.